# 阿克斯特爾 (內布拉斯加州)
阿克斯特爾（英語：Axtell）是位於美國內布拉斯加州卡尼縣的村。

## 人口
根據2020年美國人口普查的數據，阿克斯特爾的面積為1.20平方千米，皆為陸地。當地共有人口732人，而人口密度為每平方千米610人。